# 2015年白沙瓦清真寺襲擊
2015年白沙瓦清真寺襲擊，是指2015年2月13日，一群身穿安全部隊制服的武裝分子闖入巴基斯坦白沙瓦市一座名為伊瑪米亞清真寺的什葉派清真寺。當時，正進行週五祈禱，武裝分子開槍射殺並引爆炸彈，造成19人死亡、63多人受傷。